# SAFA San Luis
El Centro Educativo SAFA San Luis, conocido históricamente como Colegio San Luis Gonzaga, es un colegio y escuela profesional perteneciente a la Compañía de Jesús. Se encuentra situado en el número 1 de la Avenida San Luis Gonzaga en Puerto de Santa María, España. Los años de 1875 a 1924 corresponden a la época de oro del colegio, acudiendo a él algunos de los más influyentes escritores de la Generación del 98 y de la del 27 como Juan Ramón Jiménez, Rafael Alberti, Fernando Villalón o Pedro Muñoz Seca.
Su iglesia, construida bajo la advocación de San Miguel Arcángel, data, al igual que el convento para el que fue edificada, del año 1517. En ella se conservan un impresionante retablo barroco y dos magníficas tallas: de un San Francisco Javier y un San Ignacio de Loyola, obras del escultor Juan de Mesa.

## Datos
El edificio principal del Colegio situado en la Plaza del Ave María fue construido sobre el antiguo convento de San Francisco de la Observancia, inaugurado el 27 de julio del año 1867 y es hoy la Concejalía de Cultura de El Puerto, con el nombre de Edificio aún escrito. La fachada del edificio, de corte neoclásico, de gran empaque y sobriedad, fue terminada en 1895. En el interior del colegio hay que destacar la majestuosa escalera, de mármol, de acceso al primer piso, que se abre en dos direcciones, y el patio, porticado, a manera de claustro. En la actualidad existen dos entradas al Centro, una por detrás siendo parte de él es un edificio de nueva construcción y una puerta en frente de la Plaza de Toros.
- El colegio aún conserva una colección de animales disecados, algunos de los cuales ya se hallan extinguidos, de los primeros tiempos de su enseñanza.

- Cine de Verano SAFA-San Luis: En la temporada de verano se realiza un calendario en la cual ciertos días se proyectan películas en el patio central de dicho centro.

### Historia
La presencia de los jesuitas en El Puerto data del siglo XVII, en que el padre Bonifaz pensó fundar un colegio de Predicadores en la Ciudad, para la enseñanza. El proyecto no pudo llevarse a cabo debido a la inflexibilidad del duque de Medinaceli, hasta que en 1865 se empieza a dar clases en un local provisional el Hospicio de Jesuitas, en las calles Luna y Nevería. En 1924 se convierte en noviciado. Entre 1936 y 1938 funciona como hospital de guerra, convirtiéndose de nuevo en noviciado hasta el año 1961 en que recupera su función educativa hasta la actualidad.